# Phyllophaga pilosula
Phyllophaga pilosula är en skalbaggsart som beskrevs av Moser 1918. Phyllophaga pilosula ingår i släktet Phyllophaga och familjen Melolonthidae. Inga underarter finns listade i Catalogue of Life.